# Aforia circinata
Aforia circinata é uma espécie de gastrópode do gênero Aforia, pertencente a família Cochlespiridae.